# 圓山哲也
圓山 哲也(まるやま てつや、1972年(昭和47年)10月14日 - ）は、小学5年生で中山農村歌舞伎で初舞台を踏んだ人物。
香川県小豆郡池田町(現:小豆島町)出身。
初舞台の翌年、白波五人男の弁天小僧菊之助役を演じる。さらに翌年には大人舞台を踏み、父との共演が新聞に特集される。
それがきっかけとなり、1987年には
松竹映映画である田中裕子主演の『二十四の瞳』で
大石先生の長男役で出演。
父役は武田鉄矢。

1991年、株式会社ニチイ(後:株式会社マイカル入社)。イオン統合後の現在、イオンリテール株式会社に勤務。